# Палаццо Киджи-Одескальки
Палаццо Киджи-Одескальки, также: Палаццо Киджи на площади Санти Апостоли (итал. Palazzo Chigi-Odescalchi, Palazzo Chigi ai Santi Apostoli) — дворец (итал. рalazzo), расположенный в центре Рима, в районе Треви на площади Святых Апостолов (Piazza Santi Apostoli), западный фасад дворца выходит на Виа-дель-Корсо.

## История
Первое здание принадлежало семье Колонна. В 1622 году семья продала его кардиналу Людовико Людовизи, племяннику папы Григория XV, который поручил архитектору Карло Мадерне реконструировать здание, но в следующем году семья Колонна вернула себе дворец, были завершены только внутренний двор и несколько комнат.
В 1661 году дворец, переданный в пользование кардиналу Флавио Киджи, племяннику папы Александра VII (в этот период Киджи приобрели ещё один дворец: Палаццо Киджи на площади Колонна), претерпел существенные преобразования. Около 1665 года здание перестраивал Джованни Лоренцо Бернини, с помощью Карло Фонтаны он объединил фасады примыкающих построек, создав совершенно новый восточный фасад, выходящий на площадь Санти-Апостоли.
В 1693 году, после смерти кардинала Флавио Киджи, дворец был сдан в аренду кардиналу Ливио Одескальки, племяннику папы Иннокентия XI, который собрал в своей новой резиденции внушительную коллекцию картин и других произведений искусства; наследники кардинала Ливио Одескальки продали большую часть коллекции, и в 1745 году у них хватило денег, чтобы выкупить дворец у Киджи. Палаццо стало владением князя Бальдассаре Одескальки и снова было расширено, на этот раз по проектам архитекторов Никола Сальви и Луиджи Ванвителли.
В 1887 году дворец пострадал от пожара: фасад на Пьяцца Санти-Апостоли был восстановлен в прежнем виде, а фасад на Виа-дель-Корсо полностью перестроен архитектором Раффаэло Оджетти. Жена Бальдассаре Одескальки была флорентийкой и она решила построить фасад на Корсо по образцу Палаццо Медичи-Риккарди во Флоренции.
В 1925 году во дворце был открыт Театр Одескальки (Compagnia del Teatro d’Arte di Roma), созданный известным драматургом Луиджи Пиранделло.
Дворец до настоящего времени принадлежит роду Одескальки, которые разделили его на апартаменты. Здание закрыто для публики, поэтому можно любоваться лишь его фасадами, а через северную дверь увидеть небольшую часть двора.

## Архитектура
В истории архитектуры важное значение имеет восточный фасад палаццо, выходящий на площадь Санти-Апостоли, созданный Бернини. Он оформлен пилястрами большого ордера, охватывающего второй и третий этажи, подобно тому, что Микеланджело сделал в фасадах дворцов площади Кампидольо. Наличники окон фланкированы колонками и чередующимися лучковыми и треугольными фронтонами. Карниз кровли дополнен балюстрадой (ранее на балюстраде были статуи). Над одним из двух порталов помещён герб Одескальки: орёл, лев и шесть курильниц, заключённые в фигурный картуш с раковиной.
Двое ворот ведут во внутренний двор с портиком работы Карло Мадерно. Двор оформлен лоджиями-аркадами. В двух арках на постаментах сохранились статуи, которые кардинал Ливио Одескальки разместил во дворе (остальные были проданы в 1724 и 1728 годах).
Фасад по площади Санти-Апостоли работы Бернини оказал влияние на творчество многих архитекторов и их творений в разных странах: Палаццо Мадама в Турине Филиппо Юварры, восточного фасада Луврского дворца Клода Перро («Колоннада Перро»), дворца в Казерте Луиджи Ванвителли, Королевского дворца в Мадриде (Ф. Юварра), Королевского дворца в Стокгольме (Н. Тессин Младший), дворца Шёнбрунн в Вене (Фишер фон Эрлах Старший), дворца принца Евгения Савойского (Верхний Бельведер) в Вене (Лукас фон Хильдебрандт), многие английские здания в стиле классицизма с барочными элементами, здание Мраморного дворца в Санкт-Петербурге Антонио Ринальди.

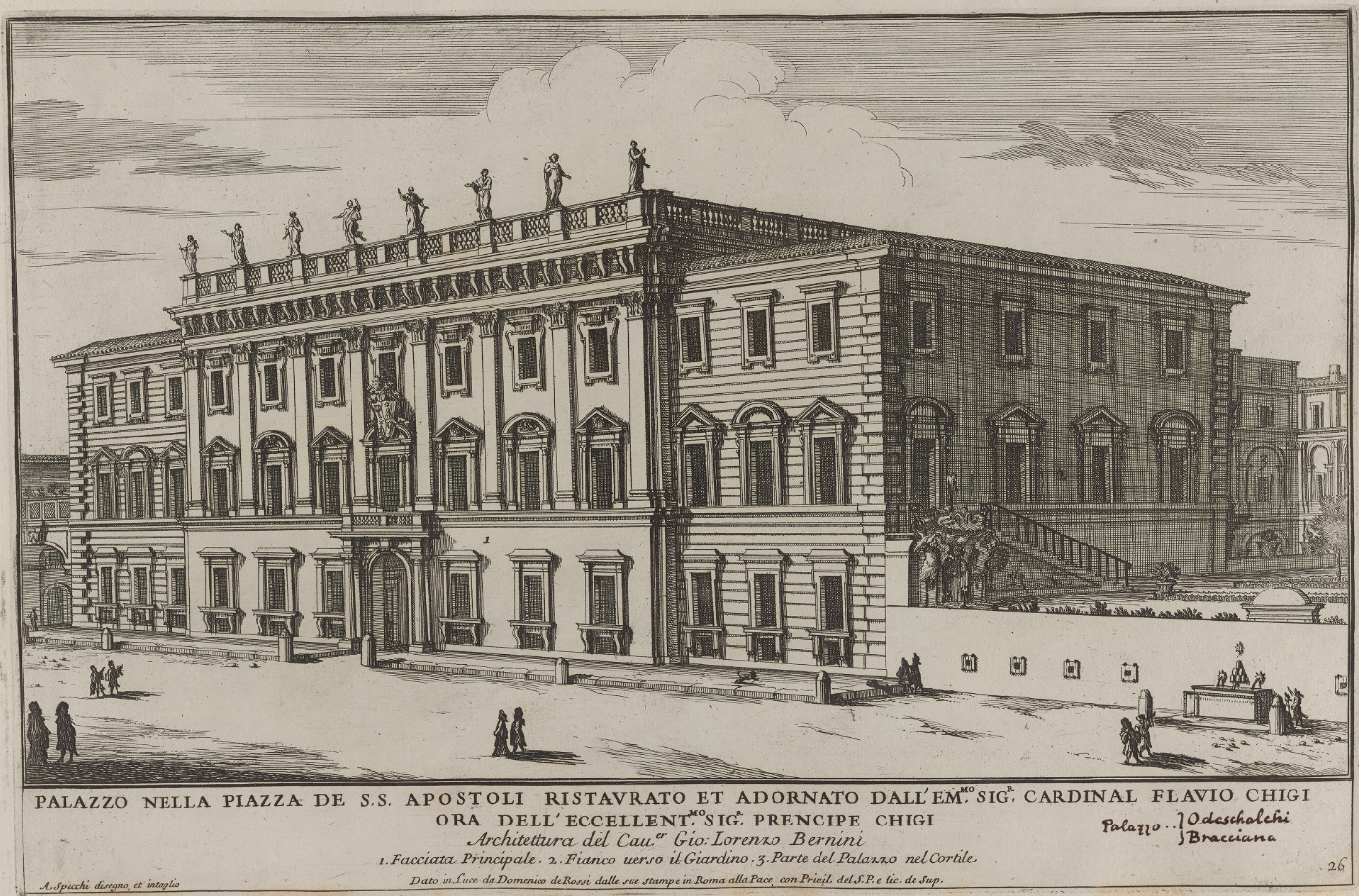
Палаццо Киджи на площади Санти-Апостоли. Офорт А. Спекки. 1699
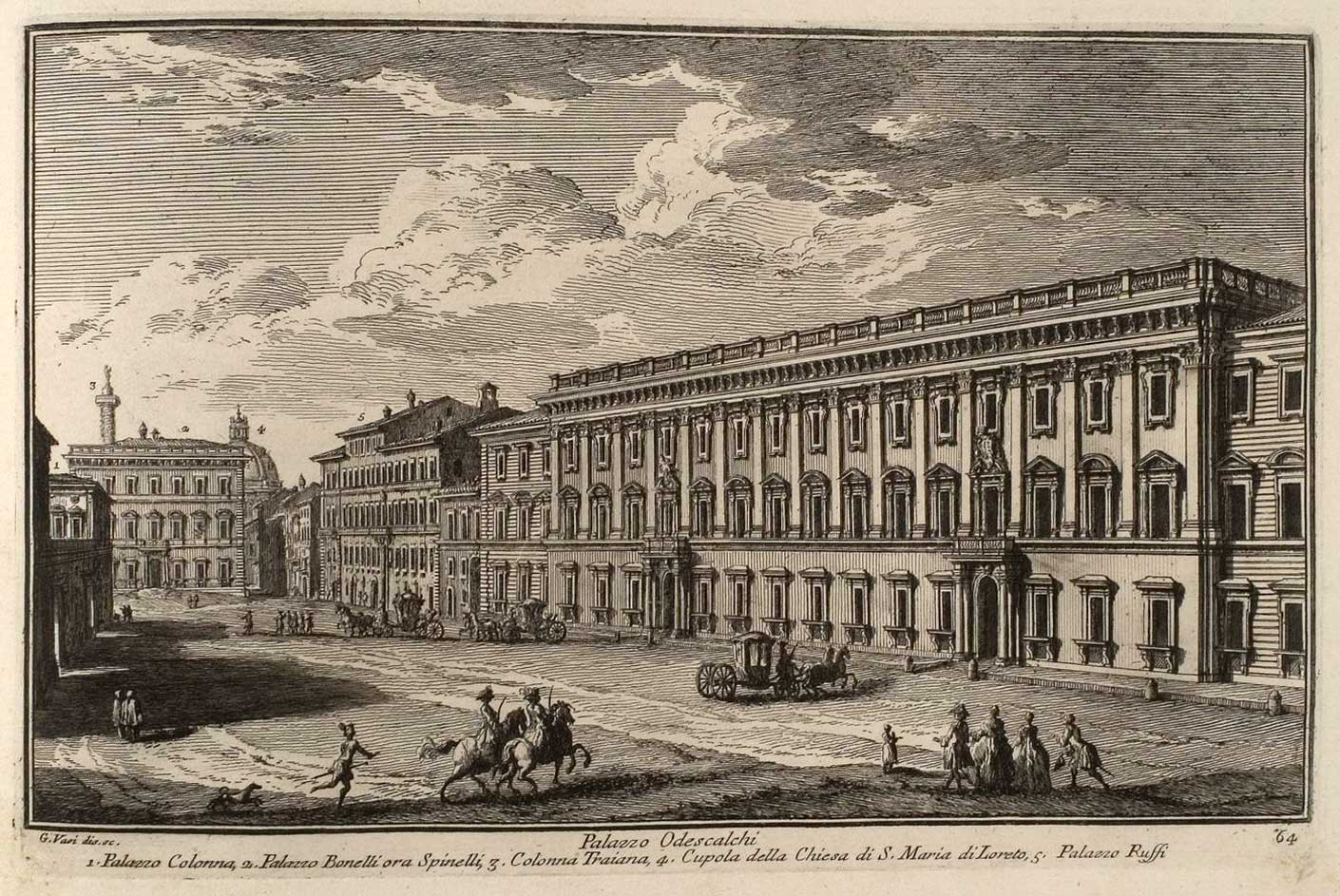
Палаццо Одескальки. Офорт Дж. Вази. 1752
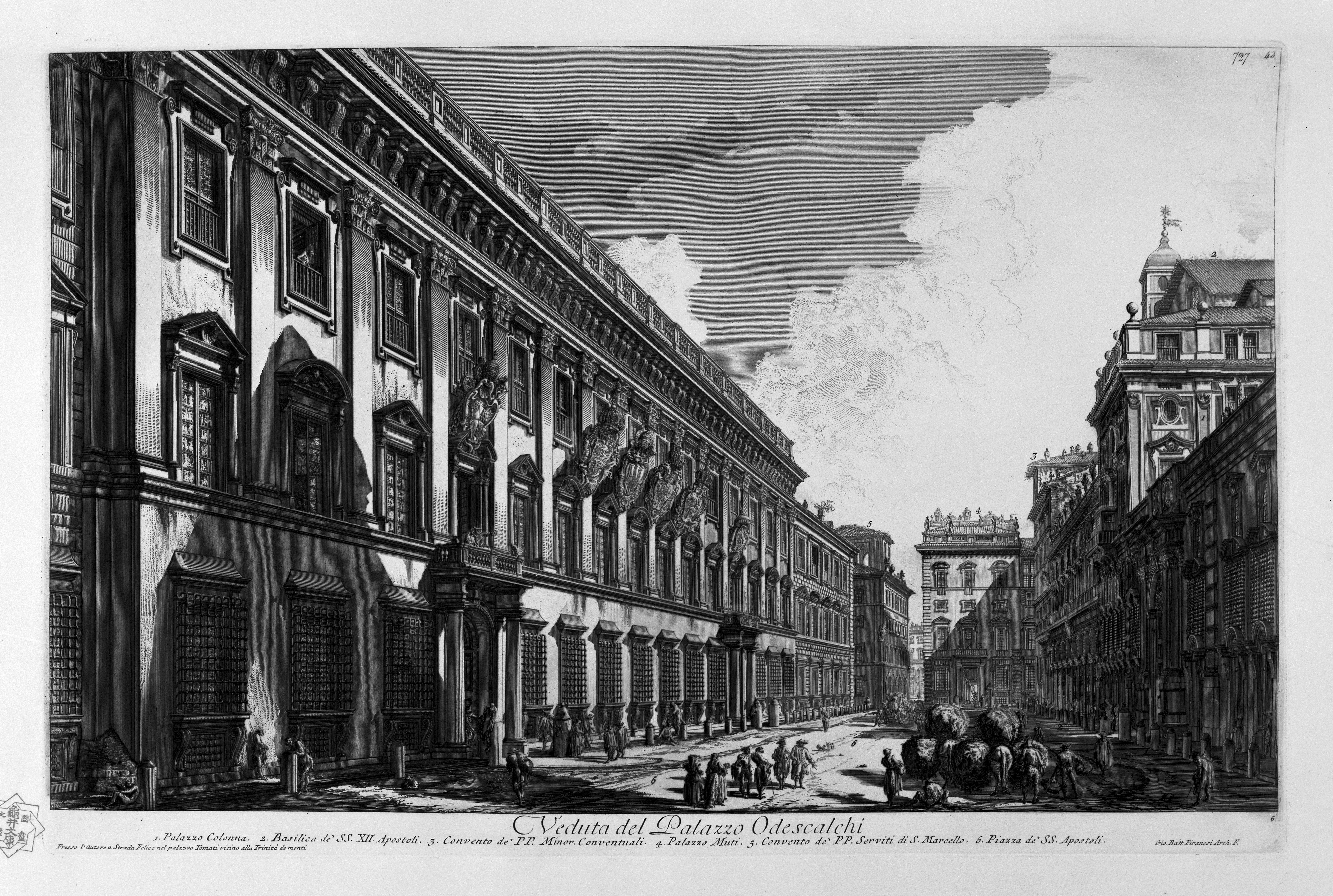
Вид Палаццо Одескальки. Офорт Дж. Б. Пиранези. Ок. 1765 г.
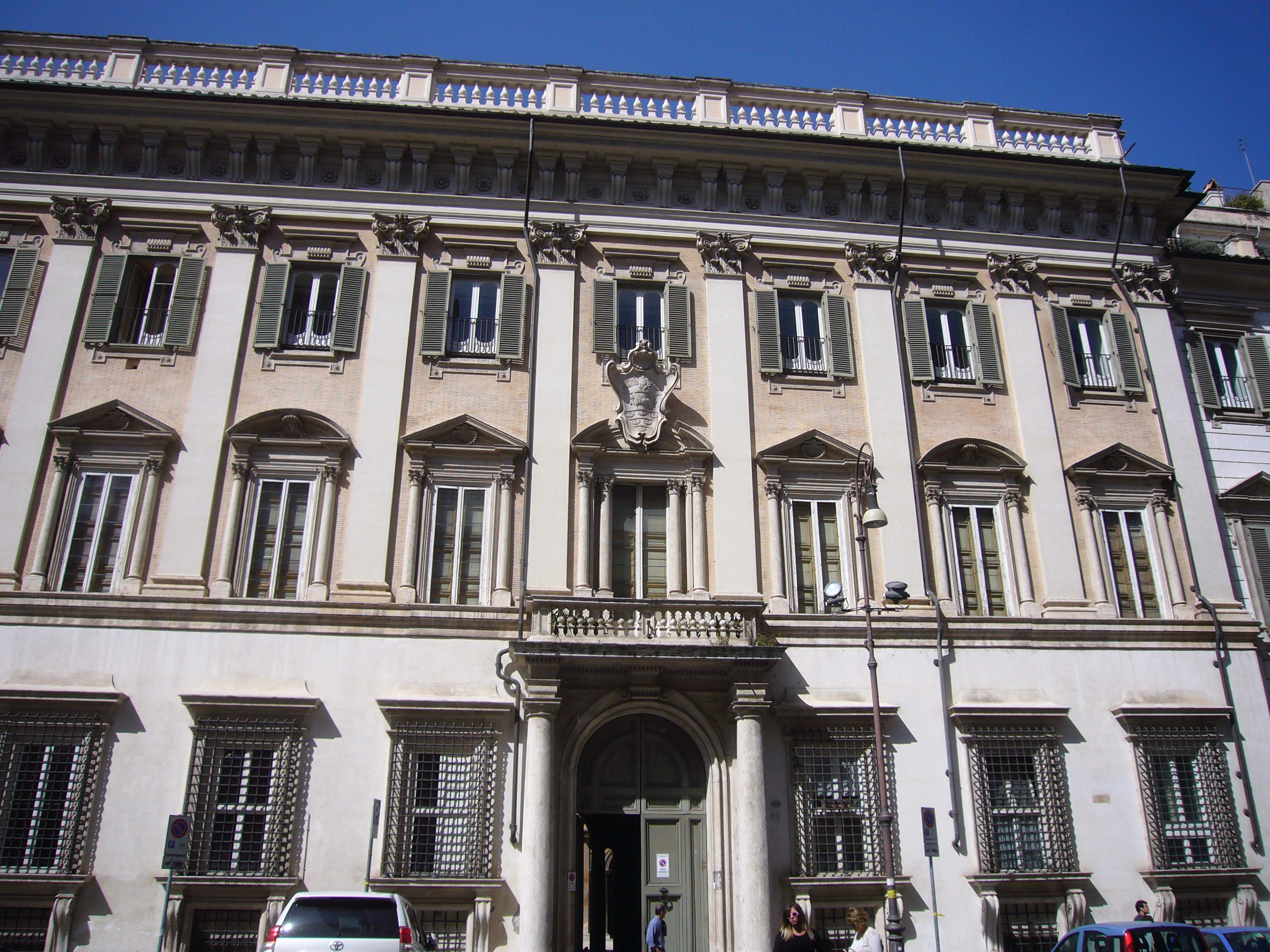
Восточный фасад. Деталь
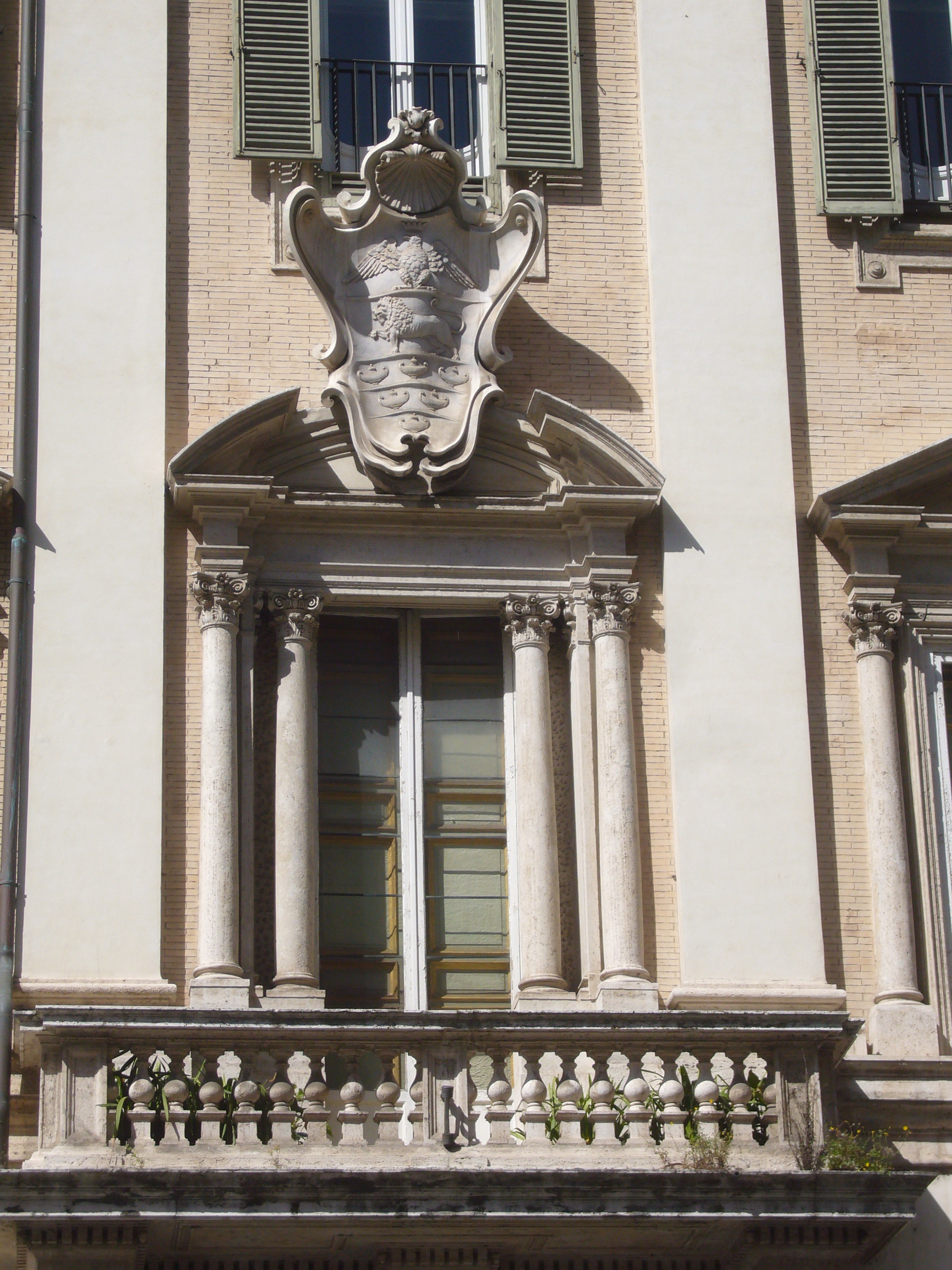
Окно второго этажа над порталом